# Hadopi

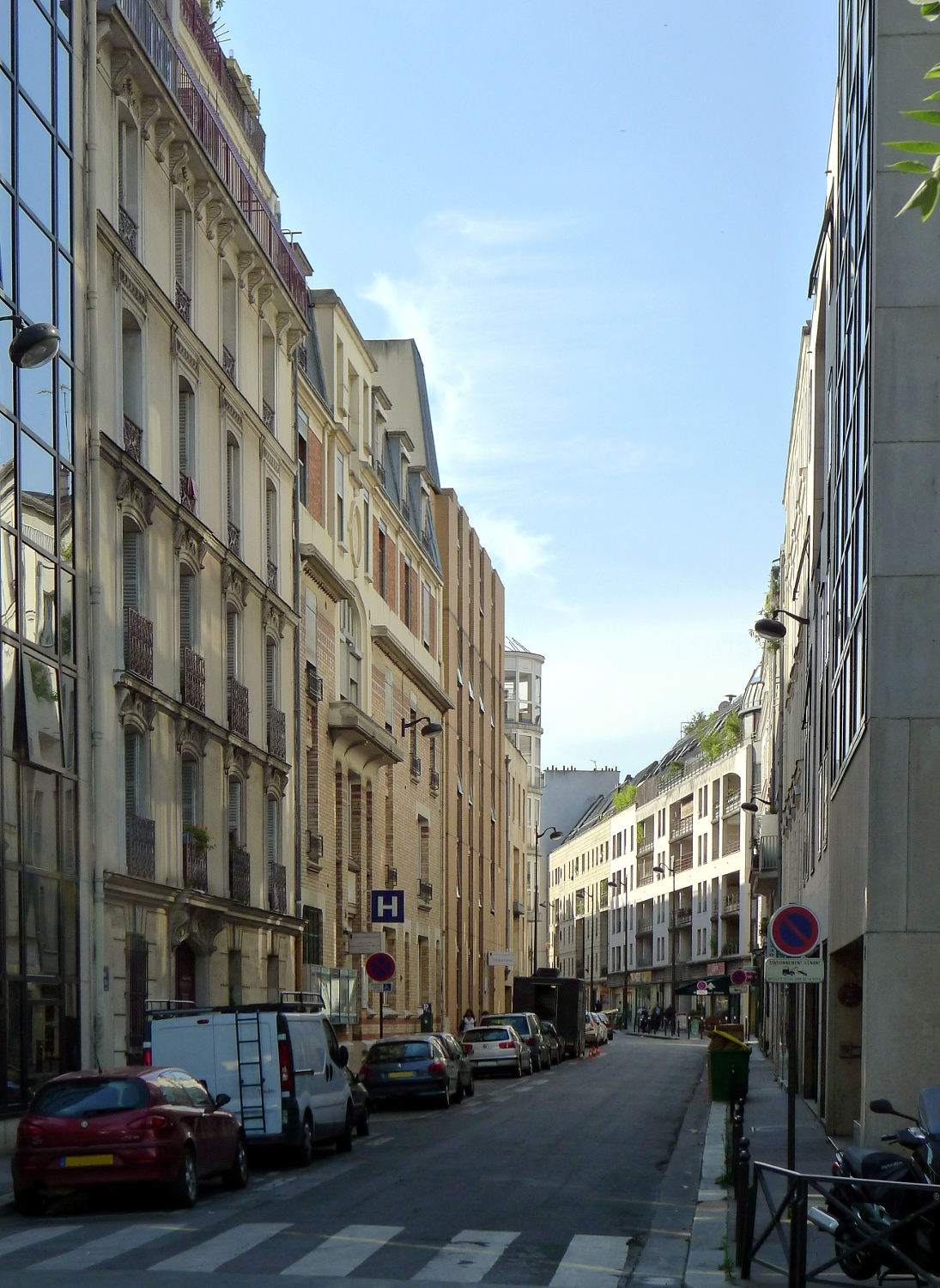
Rue du Texel 4 in Paris (rechte Bildseite), ehemals Sitz der Hadopi

Die Hadopi oder HADOPI (Haute Autorité pour la diffusion des œuvres et la protection des droits sur internet; zu Deutsch Hohe Behörde für die Verbreitung von Werken und den Schutz von Rechten im Internet) war eine 2009 eingerichtete französische Behörde, die gegen Urheberrechtsverletzungen im Internet vorging. Das entsprechende Gesetz dazu trat Anfang 2010 in Kraft. Von Oktober 2010 bis Juni 2013 versandte die Behörde über 1,2 Millionen Warnhinweise wegen Urheberrechtsverletzungen. Am 1. Januar 2022 wurde die Hadopi mit dem Conseil supérieur de l’audiovisuel (CSA) zur neuen Regulierungsbehörde Autorité de régulation de la communication audiovisuelle et numérique (ARCOM) fusioniert, welche ihren Auftrag nun fortführt.

## Vorgehensweise
Three-Strikes-Verfahren
Die hauptsächliche Aufgabe der Hadopi war die Verfolgung von Urheberrechtsverletzungen in Peer-to-Peer-Filesharing-Netzwerken, wobei hierbei das Three-strikes-Verfahren (zu Deutsch Drei-Verstöße-Verfahren) angewandt wurde. Der Verdächtigte wurde zunächst zweimal verwarnt, zuerst per E-Mail und im Wiederholungsfall per Einschreiben. Wurde seine IP-Adresse ein drittes Mal im Zusammenhang mit einer Urheberrechtsverletzung erfasst, so wurde ein vereinfachtes Gerichtsverfahren eingeleitet, bei dem verschiedene Sanktionen ausgesprochen werden konnten, insbesondere Geldstrafen und bis ins Jahr 2013 auch die zeitweilige Sperrung des Internetzugangs.
Bei einer Pressekonferenz im Jahr 2012 sagte Hadopi-Chefin Mireille Imbert-Quaretta:
Bis heute hat Hadopi nur 14 Akten an Gerichte übergeben, obwohl andere der 340 folgen könnten, wenn sich Rechteinhaber innerhalb eines Jahres nach ihrer letzten Warnung erneut über sie beschweren. Keiner der 14 Fälle war bisher vor Gericht gegangen, obwohl Staatsanwälte die Hadopi-Behörde in vielen Fällen um weitere Informationen gebeten haben.
Ermittlung der IP-Adressen
Ermittelt und bei der Hadopi eingereicht wurden entsprechende IP-Adressen entweder durch die Staatsanwaltschaft oder durch berufsrechtliche Verbände. Im Bereich Videospiele waren dies vor allem die Verbände UECN und SELL, in der Musikindustrie insbesondere die SACEM.
Übermittlung der Klaradressen durch die Provider
Die Provider waren gesetzlich verpflichtet, die Klaranschriften der Internetnutzer an die Behörde herauszugeben. Hiergegen hatten sich anfangs einige Provider gewehrt, die ihren Widerstand allerdings später wieder aufgegeben haben.

## Diskussion über die Abwicklung der Behörde im Jahr 2013
Im Juni 2013 gab die beigeordnete Ministerin für Information und digitale Wirtschaft, Fleur Pellerin, bekannt, dass die Hadopi abgewickelt werde und auch die damit einhergehende Praxis der Internetzugangssperren bei Urheberrechtsverletzungen auf dem Prüfstand stehe. Dieser Erklärung war bereits im Mai 2013 die Vorlage des Berichts einer von Staatspräsident François Hollande eingesetzten Kulturkommission mit Vorschlägen zur Kulturpolitik vorausgegangen, in der unter anderem auch die Abschaffung der Hadopi gefordert wurde. Das Hauptargument für die Abschaffung war, dass die Behörde mit ihren 60 Mitarbeitern (Stand: Mai 2013) und einem Budget von 12 Millionen Euro zu teuer und zu ineffizient sei. Von Oktober 2010 bis Juni 2013 seien bei über 1,2 Millionen angeschriebenen Nutzern gerade einmal drei Gerichtsverfahren mit einem Urteil abgeschlossen worden, davon nur eines mit einer Geldstrafe von 150 Euro, eines mit einer Verwarnung und eines mit einem Freispruch. Der Vorschlag der Kulturkommission sah deshalb vor, das Three-strikes-Modell beizubehalten, aber in der dritten Stufe statt der Sperrung des Internetzugangs nur noch Geldbußen zu verhängen und die Aufsicht darüber der französischen Regulierungsbehörde für Fernsehen und Rundfunk (CSA) zu übertragen. Im folgenden Monat wurden die Internetzugangssperren per Dekret zu Gunsten von Bußgeldzahlungen abgeschafft, die Hadopi selbst blieb aber weiterhin bestehen.

## Abschaffung der Internetzugangssperren
Im Juli 2013 wurden die Internetzugangssperren per Dekret zu Gunsten von Bußgeldzahlungen abgeschafft. Statt der Kappung des Internetzugangs konnten nun im Zuge der dritten Verwarnung noch Bußgelder in Höhe von bis zu 1500 Euro verhängt werden.
Laut einem Bericht von Euractiv wurden vom Start der Hadopi bis zum Jahr 2019 insgesamt Bußgelder in Höhe von 87.000 Euro verhängt, während die Kosten für den Betrieb der Behörde im gleichen Zeitraum 82 Millionen Euro betrugen.

## Urteil des EuGH zur Speicherung von IP-Adressen
Um die Identität von Internetnutzern, die in Peer-to-Peer-Filesharing-Netzwerken Urheberrechtsverletzungen begangen haben, zu ermitteln arbeitete die Hadopi mit den französischen Internetprovidern zusammen, welche die den Nutzern zugeordneten IP-Adressen verdachtsunabhängig speicherten. Gegen diese Datenspeicherungspraxis reichten die Bürgerrechtsorganisationen La Quadrature du Net, Fédération des fournisseurs d'accès à Internet associatifs, Franciliens.net und das French Data Network im Jahr 2019 beim Conseil d’État Klage ein. Der Conseil d’État legte den Fall wiederum dem Europäischen Gerichtshof vor, welcher am 30. April 2024 entschied, dass die verdachtsunabhängige Speicherung von IP-Adressen zur Verfolgung von Urheberrechtsverletzungen nach europäischem Recht zulässig ist.

## Fusion der Hadopi mit dem CSA zur Arcom
Am 29. September 2021 beschloss die französische Nationalversammlung die Hadopi mit dem Conseil supérieur de l’audiovisuel (CSA) zur Autorité de régulation de la communication audiovisuelle et numérique (Arcom; zu Deutsch Regulierungsbehörde für audiovisuelle und digitale Kommunikation) zu fusionieren, wobei die Fusion zum 1. Januar 2022 erfolgte.
Die Arcom hat zum einen die Strategie der Hadopi zur Verfolgung von Urheberrechtsverletzungen in Peer-to-Peer-Filesharing-Netzwerken mit Hilfe von Verwarnungen und Bußgeldern beibehalten, ergreift zum anderen aber nun auch Maßnahmen gegen illegale Streaming-, Download- und Link-Seiten, deren eventuelle Mirrors sowie die illegale Liveübertragung von Sportereignissen.